# هاينز فينكلر
هاينز فينكلر (بالألمانية: Heinz Winkler) هو سياسي ألماني، ولد في 7 يوليو 1910 في كيمنتس في ألمانيا، وتوفي في 25 يونيو 1958 في برلين في ألمانيا بسبب حادث مرور. حزبياً، نشط في الحزب النازي والاتحاد الديمقراطي المسيحي ‏.